# Luis Ortiz González
Luis Ortiz González (Madrid, Espanya 1932 - 2006) fou un polític espanyol que va ser Ministre d'Obres Públiques i Urbanisme entre 1981 i 1982.

## Biografia
Va néixer el 3 de juliol de 1932 a la ciutat de Madrid. Va estudiar dret a la Universitat de Madrid, en la qual es llicencià. Posteriorment va esdevindre Inspector de Finances de l'Estat mitjançant oposicions públiques.
Morí el 2 de febrer de 2006 a la seva residència de Madrid.

## Activitat política
Membre d'Unió de Centre Democràtic (UCD) fou nomenat successivament Director General d'Impostos, Director General de Política Tributària, subsecretari de Comerç (1975-1976) i subsecretari d'Obres Públiques (1976). En la formació del seu segon govern monàrquic, i durant la transició espanyola, Adolfo Suárez el nomenà Ministre d'Obres Públiques i Urbanisme, càrrec que desenvolupà fins a la creació de la Legislatura Constituent. A l'ascens de Leopoldo Calvo-Sotelo a la presidència del Govern d'Espanya l'any 1981 fou nomenat Ministre d'Obres Públiques i Urbanisme, càrrec que desenvolupà fins al final de la legislatura.
En les eleccions generals de 1982 fou escollit diputat al Congrés en representació de la UCD per la província de Zamora, escó que repetiria en les eleccions de 1986 com a membre d'Aliança Popular (AP) i en les de 1993, 1996 i 2000 com a membre del Partit Popular (PP). En les eleccions generals de 1989 fou escollit senador al Senat per la província de Zamora, escó que abandonà el 1993 per retornar al Congrés.